# 布拉戈韦谢尼耶农村居民点
布拉戈韦谢尼耶农村居民点（俄语：Благовещенское сельское поселение）是俄罗斯联邦伊万诺沃州卢赫区所属的一个农村居民点。其下辖有21个居民点，行政中心为布拉戈韦谢尼耶。据2016年统计，该农村居民点的人口为967人。